# تل زرني (الريف الغربي)
تل زرني (بالفارسية: تل‌زرینی) هي منطقة سكنية تقع في إيران في قسم الريف الغربي الريفي. يقدر عدد سكانها بـ 45 نسمة بحسب إحصاء 2016.